# サムライオペラ
『サムライオペラ | SAMURAI OPERA』は、大川祥吾監督による時代劇ミュージカル短編映画。ゆうばり国際ファンタスティック映画祭2014のフォアキャスト部門にて上映された。

## 概要
- 超定番な時代劇を全編英語のミュージカルで描く20分間のショートフィルム。
- キャッチコピーは「This is how I live.」、「浪人が歌う　町娘が回る　悪代官がほくそ笑む」。
- 2013年9月8日‐YouTubeにて公開された[1]。
- 2015年9月13日‐Viddseeでも配信開始[2]。

## 製作
- 大川祥吾監督と劇団歴史新大陸の後藤勝徳がタッグを組んで誕生した企画作品であり、当初から完成披露上映後すぐにYouTubeにて公開する予定であった。
- 浪人、町娘、越後屋、悪党など、主なキャストは「日常会話以上の英語力」と「歌唱力」がエントリーの必須条件とされたオーディションによって選ばれた[3]。

## 物語
山道で悪党達に襲われる町娘を通りかかりの浪人が救う。一方、御代官と越後屋は裏金授受をし、町の娘達を弄んだ後に売買しようと悪巧みをしていた。
主の仇討ちに向かう浪人の前に忍者達が立ちはだかるが、返り討ちに遭う。
その間に悪党達に捕らえられた町娘は御代官に帯を解かれ、手篭めにされそうになるが、討ち入った浪人によって御代官は成敗される。
復讐を果たした浪人は名乗らずに立ち去る。

## キャスト
- 名も無き浪人 Ronin：前川茂輝
- 町娘 Machi-musume：西村友美
- 悪党 Bandits：原田円／澄人／西脇 ケンイチ
- とらわれの娘達 Town Girls：海野 千秋／新 舞美／今泉 ちえこ／竹田 えまい
- 忍者 Ninjas：中野 泰彰／横路 博
- 忍者頭 Ninja Master：斉藤 潤樹
- 越後屋 Echigoya：シャック
- 御代官 Odaikan：後藤 勝徳

## スタッフ
- 監督：大川祥吾
- 企画・製作：劇団歴史新大陸／株式会社スイッチ
- 脚本協力：渋谷悠
- 撮影：森田新作
- 音楽：上江洌亮司／清水淳一／島岡りを

## 上映・受賞歴
- SWITCH FILM PARTY 2013 SUMMER（2013年9月7日、完成披露上映）[4]
- ゆうばり国際ファンタスティック映画祭2014（2014年2月27,28日、フォアキャスト部門）[5]スカパー！鬼がシネマinゆうばり 最優秀作品受賞
- 第12回中之島映画祭（2014年5月3,5日、入選作品）[6]
- 第12回TOKYO月イチ映画祭（2014年6月7日）[7]グランプリ受賞
- ひめじ国際短編映画祭2014（2014年6月14日、スタッフセレクション入選作品）[8]
- 第13回TOKYO月イチ映画祭（2014年7月12日、第12回のグランプリ作品として特別上映）[9]
- 福岡インディペンデント映画祭2014（2014年8月8,10日）[10]優秀作品受賞
- 夜空と交差する森の映画祭2014（2014年10月4日）[11]
- 那須ショートフィルムフェスティバル2014（2014年11月8,10,12,14,15日、入選作品）[12]
- 西東京市民映画祭2014（2014年11月15日、入選作品）[13]
- 横濱HAPPY MUS!C映画祭（2014年11月24日）[14]音楽賞受賞
- 第1回新人監督映画祭（2014年11月28日、短編部門）[15]準グランプリ受賞
- GAKUGAKU短編映画祭（2014年11月30日）[16]グランプリ受賞
- 第31回あきる野映画祭（2015年7月18日）[17]グランプリ受賞
- アメリカ合衆国、コロンビア・ゴージ国際映画祭2015（2015年8月14,15日）[18]短編作品観客賞受賞
- 東京都美術館ZEN展（2015年8月22-30日、招待作品として上映）[19]
- 日本セルビア映画祭（2015年11月12日（ベオグラード）) [20]
- 日本シンガポール国交樹立50周年記念映画祭（2016年10月21日（シンガポール）,12月3日（東京）、オフィシャルセレクション作品）[21]
- 第1回妙善寺映画祭（2016年11月27日）[22]妙善寺賞受賞
- 夜空と交差する森の上映会INゴールデンウィーク2017（2017年4月29日）[23]
- 「新人映画監督の日」の映画上映会（2017年9月16日、第一回短編部門準グランプリ受賞作品として上映）[24]
- （テレビ放送）LIFETIME ASIA（2017年9月30日）[25]